# Вја Апја Км 180.600 (Казерта)
Вја Апја Км 180,600 је насеље у Италији у округу Казерта, региону Кампанија.
Према процени из 2011. у насељу је живело 13 становника. Насеље се налази на надморској висини од 78 м.